# وينديل وايت
وينديل وايت (بالإنجليزية: Wendell Wyatt)‏ هو محامي وسياسي أمريكي، ولد في 15 يونيو 1917 في يوجين في الولايات المتحدة، وتوفي في 28 يناير 2009 في بورتلاند في الولايات المتحدة. حزبياً، نشط في الحزب الجمهوري. وقد انتخب عضو مجلس النواب الأمريكي.